# 田卿
田卿（1986年8月5日—），湖南安化人，中国女子羽毛球运动员。2016年9月宣布從國家隊退役。

## 簡歷

### 早年及出道
田卿的父親田建毅是安化体校的羽毛球教练，曾經帶出過龚智超、龚睿那等世界冠軍，所以她從小就隨著爸爸往球館去。7岁那年，她开始接受羽毛球训练。田建毅認為，女兒打球的天賦並不出色，還有些懶散，但卻有主見，有毅力。經父親親自調教六年後，田卿在1998年被調入湖南省羽毛球隊參加長訓；至18歲才搭上末班車進入國家二隊，主攻女双；至2006年3月（20歲時）正式晉陞國家一隊。
進國家隊初期，田卿和潘攀的女双组合在隊中一度是边缘组合，在2009年世锦赛、2010年尤伯杯等，她們的组合都在入围和落选边缘。直到从杜婧退役，中国女双重组，田卿才重新回到了主力位置。

### 廣州亞運奪金
2010年11月，田卿代表中國出戰廣州亞運會，參加羽毛球比賽的女子雙打（夥拍赵芸蕾）及團體項目，奪得兩面金牌的佳績。年內，她亦夥拍陶嘉明先後贏得中國羽毛球大師賽和中國羽毛球公開賽混双冠军。
2012年女双决赛中顶住压力与队友赵芸蕾获得女双冠军 。
2013年7月，田卿代表中國（北京交通大学）出戰俄羅斯喀山舉行的世界大學生運動會，參加羽毛球比賽的女子雙打、混合雙打及混合團體項目，贏得三面銀牌。

### 宣佈退役
2016年9月，30岁的田卿在出席活動時正式宣布退出中国国家羽毛球队，不过还会参加2017年天津全运会。她表示：「我已经向国家队和省队提出了退役，因为自己的年龄确实已经过了运动员的黄金年龄。我会留在湖南省羽毛球运动管理中心，去帮助湖南队所有的队员，帮助湖南队在低谷的情况下重新崛起，也谢谢所有喜欢和一直支持田卿的人，非常感恩。」

## 主要比賽成績

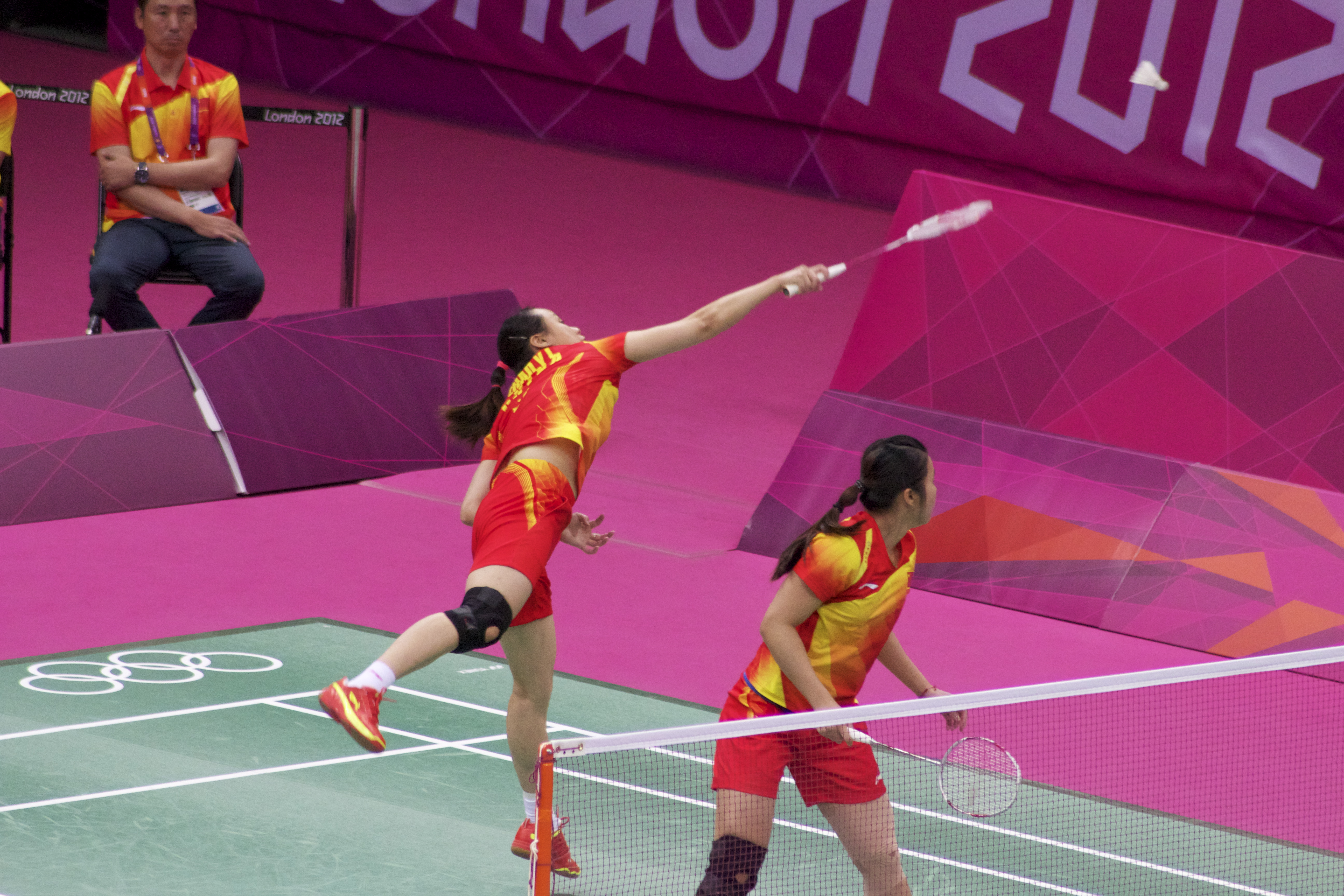
田卿（右）與搭檔赵芸蕾

只列出曾進入準決賽的國際賽事成績：
| 年份   | 賽事                       | 公開賽級別 | 項目     | 拍檔   | 成績   |
| ------ | -------------------------- | ---------- | -------- | ------ | ------ |
| 2004年 | 世界青年羽毛球錦標賽       | 其他       | 女子雙打 | 于洋   | 銅牌   |
| 2004年 | 世界青年羽毛球錦標賽       | 其他       | 混合團體 | －     | 金牌   |
| 2006年 | 亞洲羽毛球錦標賽           | 其他       | 女子雙打 | 潘攀   | 銅牌   |
| 2007年 | 菲律賓羽毛球公開賽         | 黃金大獎賽 | 女子雙打 | 潘攀   | 亞軍   |
| 2007年 | 碧特博格羽毛球大獎賽       | 大獎賽     | 女子雙打 | 潘攀   | 準決賽 |
| 2007年 | 碧特博格羽毛球大獎賽       | 大獎賽     | 混合雙打 | 徐晨   | 準決賽 |
| 2007年 | 中國羽毛球超級賽           | 超級賽     | 女子雙打 | 潘攀   | 準決賽 |
| 2009年 | 德國羽毛球大獎賽           | 大獎賽     | 女子雙打 | 潘攀   | 亞軍   |
| 2009年 | 中國羽毛球大師賽           | 超級賽     | 女子雙打 | 潘攀   | 準決賽 |
| 2009年 | 中國羽毛球超級賽           | 超級賽     | 女子雙打 | 张亚雯 | 冠軍   |
| 2010年 | 全英羽毛球超級賽           | 超級賽     | 女子雙打 | 潘攀   | 準決賽 |
| 2010年 | 瑞士羽毛球超級賽           | 超級賽     | 女子雙打 | 于洋   | 冠軍   |
| 2010年 | 亞洲羽毛球錦標賽           | 其他       | 女子雙打 | 潘攀   | 金牌   |
| 2010年 | 亞洲羽毛球錦標賽           | 其他       | 混合雙打 | 邱子瀚 | 銅牌   |
| 2010年 | 優霸盃                     | 其他       | 女子團體 | －     | 金牌   |
| 2010年 | 碧特博格羽毛球黃金大獎賽   | 黃金大獎賽 | 女子雙打 | 潘攀   | 冠軍   |
| 2010年 | 中國羽毛球大師賽           | 超級賽     | 混合雙打 | 陶嘉明 | 冠軍   |
| 2010年 | 日本羽毛球超級賽           | 超級賽     | 混合雙打 | 陶嘉明 | 亞軍   |
| 2010年 | 中國羽毛球超級賽           | 超級賽     | 女子雙打 | 潘攀   | 準決賽 |
| 2010年 | 中國羽毛球超級賽           | 超級賽     | 混合雙打 | 陶嘉明 | 冠軍   |
| 2010年 | 香港羽毛球超級賽           | 超級賽     | 女子雙打 | 潘攀   | 準決賽 |
| 2010年 | 亞洲運動會羽毛球比賽       | 其他       | 女子團體 | －     | 金牌   |
| 2010年 | 亞洲運動會羽毛球比賽       | 其他       | 女子雙打 | 赵芸蕾 | 金牌   |
| 2011年 | 馬來西亞羽毛球超級賽       | 超級賽     | 女子雙打 | 赵芸蕾 | 冠軍   |
| 2011年 | 馬來西亞羽毛球超級賽       | 超級賽     | 混合雙打 | 陶嘉明 | 亞軍   |
| 2011年 | 韓國羽毛球首要超級賽       | 首要超級賽 | 女子雙打 | 赵芸蕾 | 亞軍   |
| 2011年 | 韓國羽毛球首要超級賽       | 首要超級賽 | 混合雙打 | 陶嘉明 | 亞軍   |
| 2011年 | 亞洲羽毛球錦標賽           | 其他       | 女子雙打 | 赵芸蕾 | 銀牌   |
| 2011年 | 新加坡羽毛球超級賽         | 超級賽     | 女子雙打 | 赵芸蕾 | 冠軍   |
| 2011年 | 蘇迪曼盃                   | 其他       | 混合團體 | －     | 金牌   |
| 2011年 | 泰國羽毛球黃金大獎賽       | 黃金大獎賽 | 女子雙打 | 赵芸蕾 | 冠軍   |
| 2011年 | 世界羽毛球錦標賽           | 其他       | 女子雙打 | 赵芸蕾 | 銀牌   |
| 2011年 | 中國羽毛球大師賽           | 超級賽     | 女子雙打 | 赵芸蕾 | 準決賽 |
| 2011年 | 丹麥羽毛球首要超級賽       | 首要超級賽 | 女子雙打 | 赵芸蕾 | 亞軍   |
| 2011年 | 法國羽毛球超級賽           | 超級賽     | 女子雙打 | 赵芸蕾 | 亞軍   |
| 2011年 | 香港羽毛球超級賽           | 超級賽     | 女子雙打 | 赵芸蕾 | 亞軍   |
| 2011年 | 中國羽毛球首要超級賽       | 首要超級賽 | 女子雙打 | 赵芸蕾 | 準決賽 |
| 2011年 | 世界羽聯超級系列賽總決賽   | 首要超級賽 | 女子雙打 | 赵芸蕾 | 準決賽 |
| 2012年 | 韓國羽毛球首要超級賽       | 首要超級賽 | 女子雙打 | 赵芸蕾 | 冠軍   |
| 2012年 | 全英羽毛球首要超級賽       | 首要超級賽 | 女子雙打 | 赵芸蕾 | 冠軍   |
| 2012年 | 亞洲羽毛球錦標賽           | 其他       | 女子雙打 | 赵芸蕾 | 金牌   |
| 2012年 | 優霸盃                     | 其他       | 女子團體 | －     | 金牌   |
| 2012年 | 印度尼西亞羽毛球首要超級賽 | 首要超級賽 | 女子雙打 | 赵芸蕾 | 亞軍   |
| 2012年 | 丹麥羽毛球首要超級賽       | 首要超級賽 | 女子雙打 | 赵芸蕾 | 準決賽 |
| 2012年 | 香港羽毛球超級賽           | 超級賽     | 女子雙打 | 赵芸蕾 | 冠軍   |
| 2012年 | 世界羽聯超級系列賽總決賽   | 首要超級賽 | 女子雙打 | 赵芸蕾 | 準決賽 |
| 2013年 | 馬來西亞羽毛球超級賽       | 超級賽     | 女子雙打 | 包宜鑫 | 冠軍   |
| 2013年 | 印尼羽毛球首要超級賽       | 首要超級賽 | 女子雙打 | 赵芸蕾 | 準決賽 |
| 2013年 | 新加坡羽毛球超級賽         | 超級賽     | 女子雙打 | 赵芸蕾 | 冠軍   |
| 2013年 | 世界羽毛球錦標賽           | 其他       | 女子雙打 | 赵芸蕾 | 銅牌   |
| 2013年 | 法國羽毛球超級賽           | 超級賽     | 女子雙打 | 赵芸蕾 | 亞軍   |
| 2013年 | 中國羽毛球首要超級賽       | 首要超級賽 | 女子雙打 | 赵芸蕾 | 準決賽 |
| 2014年 | 全英羽毛球首要超級賽       | 首要超級賽 | 女子雙打 | 赵芸蕾 | 準決賽 |
| 2014年 | 優霸盃                     | 其他       | 女子團體 | －     | 金牌   |
| 2014年 | 印尼羽毛球首要超級賽       | 首要超級賽 | 女子雙打 | 赵芸蕾 | 冠軍   |
| 2014年 | 澳洲羽毛球超級賽           | 超級賽     | 女子雙打 | 赵芸蕾 | 冠軍   |
| 2014年 | 世界羽毛球錦標賽           | 其他       | 女子雙打 | 赵芸蕾 | 金牌   |
| 2014年 | 亞洲運動會羽毛球比賽       | 其他       | 女子團體 | －     | 金牌   |
| 2014年 | 亞洲運動會羽毛球比賽       | 其他       | 女子雙打 | 赵芸蕾 | 銅牌   |
| 2014年 | 中國羽毛球首要超級賽       | 首要超級賽 | 女子雙打 | 赵芸蕾 | 亞軍   |
| 2014年 | 香港羽毛球超級賽           | 超級賽     | 女子雙打 | 赵芸蕾 | 冠軍   |
| 2014年 | 世界羽聯超級系列賽總決賽   | 首要超級賽 | 女子雙打 | 赵芸蕾 | 亞軍   |
| 2015年 | 全英羽毛球首要超級賽       | 首要超級賽 | 女子雙打 | 赵芸蕾 | 準決賽 |
| 2015年 | 馬來西亞羽毛球首要超級賽   | 首要超級賽 | 女子雙打 | 夏欢   | 準決賽 |
| 2015年 | 澳洲羽毛球超級賽           | 超級賽     | 女子雙打 | 汤金华 | 亞軍   |
| 2015年 | 印尼羽毛球首要超級賽       | 首要超級賽 | 女子雙打 | 汤金华 | 冠軍   |
| 2015年 | 世界羽毛球錦標賽           | 其他       | 女子雙打 | 赵芸蕾 | 金牌   |
| 2015年 | 丹麥羽毛球首要超級賽       | 首要超級賽 | 女子雙打 | 赵芸蕾 | 亞軍   |
| 2015年 | 中國羽毛球首要超級賽       | 首要超級賽 | 女子雙打 | 赵芸蕾 | 準決賽 |
| 2015年 | 香港羽毛球超級賽           | 超級賽     | 女子雙打 | 赵芸蕾 | 冠軍   |
| 2016年 | 泰國羽毛球大師賽           | 黃金大獎賽 | 女子雙打 | 赵芸蕾 | 冠軍   |
| 2016年 | 亞洲羽毛球團體錦標賽       | 其他       | 女子團體 | －     | 金牌   |
| 2016年 | 新加坡羽毛球超級賽         | 超級賽     | 女子雙打 | 赵芸蕾 | 準決賽 |
| 2016年 | 優霸盃                     | 其他       | 女子團體 | －     | 金牌   |

| 2007-2017年 | 首要超級賽 | 超級賽 | 黃金大獎賽 | 大獎賽 | 國際挑戰賽 | 國際系列賽 | 未來系列賽 | 其他 |

### 世界冠軍頭銜
田卿在羽毛球生涯中共奪得 7 項羽毛球世界冠軍頭銜。
| 賽事                     | 奪冠次數 | 年份                               |
| ------------------------ | -------- | ---------------------------------- |
| 奧林匹克運動會羽毛球比賽 | 1        | 2012年（女子雙打）                 |
| 世界羽毛球錦標賽         | 2        | 2014年、2015年（女子雙打）         |
| 蘇迪曼杯                 | 1        | 2011年（混合團體）                 |
| 尤伯杯                   | 3        | 2012年、2014年、2016年（女子團體） |
| 總計                     | 7        |                                    |

### 奧運會和世錦賽參賽紀錄
|          | 搭檔   | 2010 | 2011 | 2012 | 2013 | 2014 | 2015 |
| -------- | ------ | ---- | ---- | ---- | ---- | ---- | ---- |
| 女子雙打 | 潘攀   | 8強  | －   | －   | －   | －   | －   |
| 女子雙打 | 赵芸蕾 | －   | 銀牌 | 金牌 | 銅牌 | 金牌 | 金牌 |
|          |        |      |      |      |      |      |      |
| 混合雙打 | 陶嘉明 | －   | 8強  | －   | －   | －   | －   |

## 個人生活
田卿是北京交通大学2008级学生。2012年9月，大学的校党委书记曹国永向她颁发了「五四奖章」及荣誉证书，以表彰她成為該校首位获得奥运金牌的學生。
2018年11月30日，張楠在微博宣布和女友田卿登记结婚。

## 外部連結
- 田卿在国际奥林匹克委员会的资料